# Fernanda de Castro
Maria Fernanda Teles de Castro e Quadros Ferro OSE (Santa Isabel, Lisboa, 9 de dezembro de 1900 – Lisboa, 19 de dezembro de 1994) foi uma escritora, poetisa, tradutora portuguesa.
Foi Fundadora e directora da Associação Nacional dos Parques Infantis e da revista «Bem Viver» e de diversas acções em prol do turismo. Escreveu músicas para fado, marchas e canções infantis e, também, argumentos para cinema e bailado.

## Biografia
Nasceu a 9 de dezembro de 1900 e foi batizada a 21 de janeiro de 1901, na freguesia de Santa Isabel, em Lisboa, como filha de João Filipe das Dores Quadros (Lisboa, São Julião, 4 de janeiro de 1874 – Portimão, Portimão, 7 de julho de 1943), Goês, descendente por via paterna do Tenente Emídio Mariano Ludovice de Quadros, tetraneto do arquitecto mor do reino João Frederico Ludovice, por via materna dos Álvares, de linhagem Brâmane de Primeiro Goankar brasonada de Margão, que recebia de tributo uma libra de ouro, Oficial Capitão-Tenente da Marinha, Comendador da Ordem Militar de Avis a 11 de março de 1919, e de sua mulher Ana Teles de Castro (Lisboa, São José, 23 de setembro de 1879 – Bolama, 9 de abril de 1914). Fez os seus estudos em Portimão, Figueira da Foz e Lisboa.
A 12 de agosto de 1922, casou civilmente em Lisboa, por procuração, com António Ferro, representado pelo seu amigo, Augusto Cunha. Deste casamento nasceram António Quadros, que se distinguiu como filósofo e ensaísta, e Fernando Manuel de Quadros Ferro, editor e tradutor. A sua neta, Rita Ferro, também se distinguiu como escritora, bem como alguns dos seus netos. A sua neta Mafalda Ferro trabalhou durante quase três décadas no Parque Infantil de Santa Catarina fundado por Fernanda de Castro e, posteriormente, fundou e dirige a Fundação António Quadros, detentora do espólio da família. O seu neto António Roquette Ferro seguiu as pisadas do seu pai, na direcção do IADE. O seu neto Vicente Lemonnier Ferro distingue-se na área da fotografia e do marketing e a sua neta, Stephanie Lemonnier Ferro, na poesia.
Foi juntamente com o marido e outros, fundadora da Sociedade de Escritores e Compositores Teatrais Portugueses, actualmente designada por Sociedade Portuguesa de Autores.
O escritor David Mourão-Ferreira, durante as comemorações dos cinquenta anos de actividade literária de Fernanda de Castro disse: "Ela foi a primeira, neste país de musas sorumbáticas e de poetas tristes, a demonstrar que o riso e a alegria também são formas de inspiração, que uma gargalhada pode estalar no tecido de um poema, que o Sol ao meio-dia, olhado de frente, não é um motivo menos nobre do que a Lua à meia-noite".
Parte da vida de Fernanda de Castro, foi dedicada à infância, tendo sido a fundadora da Associação Nacional de Parques Infantis, associação na qual teve o cargo de presidente.
Como escritora, dedicou-se à tradução de peças de teatro, a escrever poesia, romances, ficção e teatro.
Foi autora do argumento do bailado Lenda das Amendoeiras (Companhia Portuguesa de Bailado Verde Gaio, 1940) e do argumento do filme Rapsódia Portuguesa (1959), realizado por João Mendes, documentário que esteve em competição oficial no Festival de Cannes.
Também se encontra colaboração da sua autoria nas revistas: lllustração portugueza (iniciada em 1903), Contemporânea [1915]-1926), Ilustração (iniciada em 1926), Mocidade Portuguesa Feminina: boletim mensal (1939-1947), e ainda na  revista luso-brasileira Atlântico.
A 5 de janeiro de 1940 foi feita Oficial da Antiga, Nobilíssima e Esclarecida Ordem Militar de Sant'Iago da Espada, do Mérito Científico, Literário e Artístico.

### Casamento e Descendência
Em 1922, António Ferro (1895/1956) e a poetisa Fernanda de Castro (1900/1994) casaram por procuração, estando António no Brasil e Maria Fernanda em Lisboa.
O casal teve dois filhos (1.ª geração): António Gabriel e Fernando Manuel de Castro e Quadros Ferro; 10 netos (2.ª geração) dos quais 5 já faleceram; 8 bisnetos (3.ª geração) dos quais 1 já faleceu; e, até hoje, 15 trisnetos (4.ª geração).
- António Gabriel de Quadros Ferro (1923/1993)

Formado em Ciências Histórico-filosóficas pela Faculdade de Letras de Lisboa, poeta, tradutor, colaborador em diversas publicações periódicas, fundador e colaborador da revista Acto, do jornal 57, da revista Espiral e director da Biblioteca Breve. Dirige até 1970 o Serviço de Bibliotecas Itinerantes da Fundação Calouste Gulbenkian. Em 1969, funda o IADE que dirige, administra e onde lecciona História de Arte. Conferencista e orador, lecciona também Deontologia da Comunicação na Universidade Católica Portuguesa e ocupa diversos cargos associados à cultura portuguesa e estrangeira.
De sua mulher, Paulina Maria de Roure Roquette, teve 6 filhos dos quais sobrevivem ainda 3:
1 – António Duarte Roquette de Quadros Ferro (1952/), director do IADE, hoje reformado. Casou três vezes. De sua primeira mulher Maria do Sacramento Sousa Coutinho Salvação Barreto, teve 3 filhos:
– Maria Rita Salvação Barreto de Quadros Ferro (1976/), editora e autora literária. De seu marido Bernardo Seabra de Sousa e Alvim, teve 3 filhos: Maria Ferro de Sousa e Alvim (2009/), Duarte Ferro de Sousa e Alvim (2010) e Madalena Ferro de Sousa e Alvim (2016/).
– Maria Ana Salvação Barreto de Quadros Ferro (1979/), autora literária. De seu marido António Maria Júdice Mendes Moreira, teve 3 filhos: Maria Leonor Barreto Ferro Júdice Moreira (2011/), José Maria Barreto Ferro Júdice Moreira (/), Luísa Barreto Ferro Júdice Moreira
– António Maria Salvação Barreto de Quadros Ferro (1983/). Sem descendência.
2 – Ana Mafalda Roquette de Quadros Ferro (1953/), fundadora e presidente da Fundação António Quadros. Casou duas vezes. De seu primeiro marido Francisco José Paradela de Abreu Gautier, teve 2 filhos e de seu segundo marido José João Santos Moreira Ulrich, tem 1 filho:
– Margarida Roquette Ferro de Abreu Gautier (1974/2014), fotógrafa. De Nuno Manuel Madeira Gonçalves teve um filho, Gonçalo Ferro Gautier Gonçalves (1995/).
– Francisco Roquette Ferro de Abreu Gautier (1976/), marketeer. De sua mulher Mónica Krippahl Pereira Santana Lopes, teve três filhos: Ana Mafalda de Santana Lopes Ferro Gautier (2007/), Maria Teresa de Santana Lopes Ferro Gautier (2008/), Francisco de Santana Lopes Ferro Gautier (2018/).
– João Roquette Ferro Ulrich (1987/). Sem descendência.
3 – Rita Maria Roquette de Quadros Ferro (1955/), escritora. Casou três vezes. De seu primeiro marido Alberto Manuel de Abreu Gautier, teve 1 filha. De seu segundo marido Miguel Augusto Pinto de Magalhães Martinha, teve 1 filho:
– Marta de Quadros Ferro Gautier (1976/), psicóloga, humorista, autora literária. De seu marido Pedro Mellert Mendes, teve 3 filhos: Pedro Ferro Gautier Mellert Mendes (2004/), Vasco Ferro Gautier Mellert Mendes (2007/), Miguel Ferro Gautier Mellert Mendes (2013/).
– Salvador Maria Ferro Pinto de Magalhães Martinha (1983/), humorista. De Teresa França Alves teve dois filhos: Maria Antónia França Alves Ferro Martinha (2015/), Joaquim Xavier França Alves Ferro Martinha (2019/)
- Fernando Manuel de Castro e Quadros Ferro (1927/2004)

Tradutor e editor em França e no Brasil, director da «INLÍNGUA» Escola de Línguas para estrangeiros em Portugal, teve quatro filhos, dos quais sobrevivem ainda dois. De Lee Buckley Ferro teve duas filhas e de Dominique Lemonnier teve dois filhos:
1 – Tracy Ann Buckley Quadros Ferro (1951/1961), morta num desastre de automóvel em 1961. Sem descendência.
2 – Grett Bárbara Buckley Quadros Ferro (1952/1961), morta num desastre de automóvel em 1961. Sem descendência.
3 – Manuel Vicente Lemonnier Ferro (1965/), engenheiro informático em Boston que se exprime artisticamente através da fotografia tendo já obra publicada e exposições realizadas nesse campo (Time in Paris). Casado. Sem descendência.
4 – Stephanie Bárbara Lemonnier de Quadros Ferro (1968-) com obra poética publicada (Passage sur l'océan bleu) em França. Sem descendência.

## Prémios
- Prémio do Teatro Nacional D.Maria II – (1920) com a peça “Náufragos”.
- Prémio Ricardo Malheiros –  (1945) com o romance “Maria da Lua”, foi a primeira mulher a obter este prémio da Academia das Ciências.
- Prémio Nacional de Poesia – (1969).

## Homenagens
Recebeu o diploma "Brevet pentru Semnul de Distinctie", da Societatii Nationale de Cruce Rosie a României (Roménia), em 24 de Junho de 1942.
A Câmara Municipal de Lisboa atribuiu o seu nome a um jardim da freguesia de Belém, na Encosta do Restelo, devido à sua luta “pela criação e difusão de espaços verdes na malha urbana lisboeta”.

## Obras
- 1919 – Ante-manhã, com capa de Cottinelli Telmo. Lisboa, Edição da Autora. [1.ª Edição]
- 1921 - Danças de roda, com capa de Cottinelli Telmo. Lisboa: Tipografia Lusitânia. [1.ª Edição]
- 1924 - Cidade em flor, com capa de Bernardo Marques. Lisboa, Edição da Autora. [1.ª Edição]
- 1924 - Varinha de condão, em colaboração com Teresa Leitão de Barros, com capa de Maria Roque Gameiro e ilustrações de Elsa Althousse, Cottinelli Telmo, Rocha Vieira, Raquel Roque Gameiro, Stuart Carvalhais e Martins Barata. Lisboa, Edição das Autoras. [1.ª Edição]
- 1925 - Mariazinha em África, com capa e ilustrações de Sarah Affonso. Lisboa, Empresa Literária Fluminense Limitada. [1.ª Edição]
- 1928 - Jardim, com capa de Bernardo Marques. Lisboa, Edição da Autora. [1.ª Edição]
- 1928 - O veneno do sol. Lisboa, Edição da Autora. [1. Edição]
- 1929 – As Aventuras de Mariazinha, com ilustrações de Sarah Affonso. Lisboa: Oficina Gráfica, Lda. [1.ª Edição]
- 1929 - O veneno do sol. Edição da Autora. [2.ª Edição].
- 1932 - O tesouro da Casa Amarela – Teatro Infantil, com ilustrações de Sarah. Affonso. Lisboa, Empresa Nacional de Publicidade, edições Diário de Notícias. [1.ª Edição]
- 1935 - As Aventuras de Mariazinha, Vicente e Companhia. Romance para Meninos. Lisboa: Oficina Gráfica, Lda. [5.º Milhar] [2.ª Edição]
- 1935 - Daquém e Dalém Alma. Poemas. Lisboa, Editorial Império. [1.ª Edição]
- 1935 - Mariazinha em África, com capa e ilustrações de Sarah Affonso. Lisboa, Empresa Literária Fluminense Limitada. [2.ª Edição]
- [s.d.] - 100 Receitas sem carne. Sob pseudónimo de Teresa Diniz e prefácio assinado como Fernanda de Castro. [1.ª Edição]
- 1942 - Trinta e nove Poemas. Lisboa, Editorial Império. [1.ª Edição]
- 1943 – A pedra no lago. Peça em 4 actos. Lisboa, Edições Ocidente. [1.ª Edição]
- 1945 - Maria da Lua. História de uma casa (Prémio Ricardo Malheiros da Academia de Ciências de Lisboa, 1945). [1.ª Edição]
- 1947 - Mariazinha em África, com capa e ilustrações de Ofélia Marques. Lisboa, Edições Ática. [3.ª Edição]
- 1948 – Sorte, com capa de Inês Guerreiro. Lisboa, Edição da revista Ocidente (2.º Prémio «Casas do Povo»). [1.ª Edição]
- [1951] - Raiz funda. Lisboa, Edições Bertrand. [1.ª Edição]
- 1952 – Exílio. Poemas. Lisboa, Livraria Bertrand. [1.ª Edição]
- 1955 - Asa no Espaço. Lisboa, edições Ática, Colecção Poesia. [1.ª Edição]
- 1959 - Mariazinha em África, com capa e ilustrações de Ofélia Marques. Lisboa, edições Ática. [4.ª Edição]
- 1959 - Novas Aventuras de Mariazinha. Romance Infantil., com capa e ilustrações de Vivianne. Lisboa, Edições Ática. [3.ª Edição]
- 1960 - Maria da Lua. História de uma casa, (Prémio Ricardo Malheiros, da Academia de Ciências de Lisboa, 1945). Porto, Editores Tavares Martins. [3.ª Edição]
- 1962 - A Ilha da Grande Solidão. Poema. Lisboa, Portugália Editora. [1.ª Edição]
- 1963 - A Princesa dos Sete Castelos, com ilustrações de Inês Guerreiro. Lisboa: Tipografia Peres. [1.ª Edição]
- 1964 - A Vida Maravilhosa das Plantas, com capa e ilustrações de Inês Guerreiro. Lisboa, Edição da Autora. [1.ª Edição]
- 1966 - África Raiz, com capa de Inês Guerreiro e três desenhos originais de Eleutério Sanches. Lisboa, Parceria A. M. Pereira. [1.ª Edição]
- 1969 - Bloco 65, com ilustrações de Inês Guerreiro. Lisboa.
- 1969 - Fim-de-Semana na Gorongosa – Romance de Aventuras, com capa e ilustrações de Inês Guerreiro. Lisboa, Edição da Autora. [1.ª Edição]
- 1969 - Poesia I (1919 a 1969). Lisboa, Edição da Autora. (Prémio Nacional de Poesia)
- 1969 - Poesia II (1919 a 1969). Lisboa, Edição da Autora. (Prémio Nacional de Poesia)
- 1973 – Fontebela – Romance, com capa de Manuel Lapa. Lisboa, Edição da Autora. [1.ª Edição]
- 1973 – Mariazinha em África, com capa e ilustrações de Inês Guerreiro. Livraria Editora Pax, Braga. [5.ª Edição]
- 1973 - Varinha de Condão, Contos, em colaboração com Teresa Leitão de Barros, com capa e ilustrações de Inês Guerreiro. Lisboa, Edição das Autoras. [3.ª Edição]
- 1983 - A Ilha dos Papagaios, com capa e ilustrações de Fernando Bento. Lisboa, Editorial Verbo.
- 1984 - Maria da Lua. História de uma casa, (Prémio Ricardo Malheiros, da Academia de Ciências de Lisboa, 1945). Lisboa, Editorial Verbo. [5.ª Edição]
- 1986 - Ao Fim da Memória I. Memórias 1906 – 1939, capa com retrato a óleo por Sarah Affonso. Lisboa, Editorial Verbo. [1.ª Edição]
- 1987 - Ao Fim da Memória II – Memórias 1939 – 1987, capa com retrato a óleo por Tarsila do Amaral. Lisboa, Editorial Verbo. [1.ª Edição]
- 1988 - Ao Fim da Memória I. Memórias 1906 – 1939, capa com retrato a óleo por Sarah Affonso. Lisboa, Editorial Verbo. [2.ª Edição]
- 1988 - Ao Fim da Memória II – Memórias 1939 – 1987, capa com retrato a óleo por Tarsila do Amaral. Lisboa, Editorial Verbo. [2.ª Edição]
- 1989 - 70 Anos de Poesia, na capa, reprodução de um quadro de Maria Helena Vieira da Silva. Lisboa, Edições Fundação Eng.º António de Almeida. [1.ª Edição]
- 1989 – A Espada de Cristal (peça em três actos), seguida de Maria da Lua (peça em três actos). Lisboa, edições SPA.
- 1989 - Urgente! Lisboa, Guimarães Editores. [1.ª Edição]
- 1990 - Cartas para além do tempo. Lisboa, Europres. [1.ª Edição]
- 2004 – África Raiz, com ilustrações de Teresa Vergani. Lisboa, Parceria A. M. Pereira. [2.ª Edição]
- 2005 – Ao Fim da Memória I Memórias 1906 – 1939. Lisboa, Círculo de Leitores . [3.ª Edição]
- 2006 – Ao Fim da Memória II Memórias 1939 – 1987. Lisboa, Círculo de Leitores . [3.ª Edição]
- 2006 – Cartas para além do tempo. Lisboa, Círculo de Leitores . [2.ª Edição]
- 2006 – O Veneno de Sol. Lisboa, Círculo de Leitores . [3.ª Edição]
- 2006 – Poesia I. Lisboa, Círculo de Leitores . [2.ª Edição]
- 2006 – Poesia II. Lisboa, Círculo de Leitores . [2.ª Edição]
- 2006 – Teatro (colectânea dramatúrgica, com inclusão da peça inédita Os Cães não Mordem. Lisboa, Círculo de Leitores. [1.ª Edição]
- 2006 – Tudo é princípio. Romance. Lisboa, Círculo de Leitores . [1.ª Edição]
- 2007 – A Princesa dos Sete Castelos. Lisboa, Círculo de Leitores . [2.ª Edição]
- 2007 – Fim-de-semana na Gorongosa. Lisboa, Círculo de Leitores. [2.ª Edição]
- 2007 – Fontebela. Lisboa, Círculo de Leitores. [2.ª Edição]
- 2007 – Ilha dos papagaios; Tesouro da Casa Amarela. Lisboa, Círculo de Leitores. [1.ª Edição]
- 2007 – Maria da Lua. História de uma casa (Prémio Ricardo Malheiros, da Academia de Ciências de Lisboa, 1945). Lisboa, Círculo de Leitores. [6.ª Edição]
- 2007 – Mariazinha em África; Novas Aventuras de Mariazinha. Lisboa, Círculo de Leitores. [1.ª Edição]
- 2007 – Raiz funda. Lisboa, Círculo de Leitores. [2.ª Edição]
- 2007 – Sorte. Lisboa, Círculo de Leitores. [3.ª Edição]
- 2010 – Alma, Sonho, Poesia. Selecção de Poemas. Lisboa, Edições Fundação António Quadros.